# 日本の秘められた恥
"Japan's Secret Shame"（『日本の秘められた恥』）は、2018年6月28日にBBC Twoが放送したテレビドキュメンタリー番組。2017年5月に強姦されたと名乗りを上げて話題になったジャーナリスト伊藤詩織を数か月にわたって取材、性的暴行をめぐる日本の刑事法制・捜査手法・政府の対策などの問題を取り上げた。伊藤の意見や支援の動きとともに、本人や家族を非難するインターネット上の世論も紹介した。
『ガーディアン』、『デイリー・テレグラフ』、『ザ・サン』、『ラジオ・タイムズ』などの新聞・雑誌が論評記事を掲載した。

## リンク
- Japan's Secret Shame - 番組公式サイト。日本からは本編を視聴できない